# 武田時昌
武田 時昌（たけだ ときまさ、1954年 - ）は、日本の中国学者。専門は中国哲学・中国科学。京都大学名誉教授。

## 経歴
出生から修学期
1954年、大阪府生まれ。1973年、静岡県立静岡高等学校卒業し、京都大学工学部電子工学科に進んだ。1977年に卒業。同年、京都大学文学部に入学し(学士)、哲学科中国哲学史専攻で学んだ。1980年に卒業。1981年、京都大学大学院文学研究科修士課程中国哲学史専攻に進学。1983年に修士課程を修了し、同年、博士課程中国哲学史専攻に進学。1985年、博士課程を退学。
中国哲学研究者として
1985年5月、京都大学文学部助手（中国哲学史）に採用された。1990年4月、信州大学教育学部助教授となり、国語科漢文学を担当した。1995年4月、京都大学人文科学研究所助教授となり、中国科学史の研究に従事。2000年4月からは同研究所（附属漢字情報研究センター）教授・京都大学大学院文学研究科現代文化学専攻協力講座教授。2019年に京都大学人文科学研究所を退任し、名誉教授となった。
その後は関西医療大学保健医療学部客員教授を務めている。

## 受賞
- 2000年：間中賞[5]
- 1988年：日本中国学会賞

## 研究内容・業績
科学と占術の複合領域である「術数学」の研究を推進し、京都大学人文科学研究所拠点研究班「東西知識交流―班アジア科学文化論」（班長）、「鍼灸医術の形成―近世医学史の再構築」（副班長）を主宰した。

## 著作
単書
- 『術数学の思考 : 交叉する科学と占術』(京大人文研東方学叢書 5) 臨川書店 2018[8]

編訳共著
- 『東アジア伝統医療文化の多角的考察』(京都大学人文科学研究所共同研究報告) 大形徹ほか編 臨川書店 2024
- 『京大人文研科学史資料叢書』武田時昌・平岡隆二責任編集、臨川書店 2023
- 『素女妙論』武田時昌・平岡隆二責任編集、永塚憲治編、臨川書店 2023
- 『天と地の科学:東と西の出会い』武田時昌編、臨川書店 2021
- 『術数学の射程:東アジア世界の「知」の伝統』武田時昌編、臨川書店 2021
- 『一本堂南洋先生門人録』(近世医家新出史料集 2) 永塚憲治・松岡尚則編、2020
- 『儒医姓名録：後藤艮山門人帳の影印・翻刻』(近世医家新出史料集 1) 長野仁編集 2019
- 『天と地の科学：東と西の出会い』武田時昌・麥文彪編 京都大学人文科学研究所 2019
- 『小島寶素堂關連資料集』多田伊織・武田時昌編、京都大學人文科學研究所附屬東アジア人文情報學研究センター 2012
- 『陰陽五行のサイエンス』(京都大學人文科學研究所研究報告 思想編) 武田時昌編、京都大学人文科学研究所 2011
- 『漢籍はおもしろい』(京大人文研漢籍セミナー 1) 京都大学人文科学研究所附属漢字情報研究センター編、研文出版 2008
- 『韓国科学史：技術的伝統の再照明』全相運著、許東粲訳、宮島一彦・武田時昌校訂、日本評論社 2005
- 『易のニューサイエンス : 八卦・太極図とコンピュータ』蔡恒息著、中村璋八・武田時昌訳、東方書店 1989

論文
- CiNii(武田時昌)